# Leichtathletik-Länderkampf 1925 Österreich – Tschechoslowakei – Deutschland – Ungarn – Jugoslawien
| 1. Leichtathletik-Länderkampf mit deutscher Beteiligung 1925                            | 1. Leichtathletik-Länderkampf mit deutscher Beteiligung 1925 |
| --------------------------------------------------------------------------------------- | ------------------------------------------------------------ |
|                                                                                         |                                                              |
| Fünfländervergleich: Österreich – Deutschland – Jugoslawien – Tschechoslowakei – Ungarn |                                                              |
| Austragungsort                                                                          | Wien                                                         |
| Wettbewerbe                                                                             | 13                                                           |
| Datum                                                                                   | 25./26. Juni 1925                                            |
| 1. GER 2. HUN 3. CSK 4. AUT 5. YUG                                                      | 69,0 Punkte 65,5 Punkte 39,5 Punkte 14,0 Punkte 07,0 Punkte  |
| Chronik                                                                                 |                                                              |
| ← einziger LK 1924: 00GER-SUI                                                           | SUI-GER →                                                    |

Im Leichtathletik-Länderkampfjahr 1925 fand zum ersten Mal ein Vergleich mit deutscher Beteiligung gegen einen anderen Gegner als die Schweiz statt. In der österreichischen Hauptstadt Wien trafen sich die fünf Nationen Österreich, Deutschland, Jugoslawien, die Tschechoslowakei und Ungarn zu diesem Fünf-Länderkampf.
Ausgetragen wurden elf Einzelwettbewerbe und mit der Schwedenstaffel (100 m – 200 m – 300 m – 400 m) sowie der olympischen Staffel (800 m – 400 m – 200 m – 100 m) auch zwei Staffeln. Beteiligt waren nur Männer, die Frauen kamen in einem Leichtathletik-Länderkampf erst 1928 zum Zug, also dem Jahr, in dem Frauen in der Leichtathletik auch zum ersten Mal an Olympischen Spielen teilnehmen durften.
Die deutschen Leichtathleten konnten sich in diesem Fünfländerkampf knapp vor Ungarn als Sieger durchsetzen. Dahinter folgte mit einigem Abstand die Tschechoslowakei. Abgeschlagen landeten Österreich auf Rang vier und Jugoslawien auf dem fünften Platz.
Der seit 1921 alljährlich stattfindende Vergleich zwischen der Schweiz und Deutschland sollte Ende August 1925 noch folgen, sodass es zum ersten Mal zwei Länderkämpfe im Laufe einer Saison gab.

## Modus
Jede Nation stellte je zwei Einzelteilnehmer und je eine Staffel. In den Einzelkonkurrenzen fanden Vorläufe und Vorkämpfe statt, aus denen nur die jeweils fünf Besten die Finals erreichten und damit in die Punktwertung kamen. Die Finalsieger erhielten jeweils fünf Punkte, die Finalzweiten jeweils vier usw. bis hin zu den Fünftplatzierten, die jeweils noch mit einem Punkt in die Wertung kamen. Für die Staffeln galt dieses Wertungssystem ohne Ausscheidungsläufe.

## Legende
Kurze Übersicht zur Bedeutung der Symbolik – so üblicherweise auch in sonstigen Veröffentlichungen verwendet:
| k. A. | keine Angabe |

## Resultate

### 100 m
| Platz | Athlet             | Land | Zeit (s) |
| ----- | ------------------ | ---- | -------- |
| 1     | Joachim Büchner    | GER  | 10,7     |
| 2     | Jakob Schüller     | GER  | k. A.    |
| 3     | Ferenc Gerő        | HUN  | 10,8     |
| 4     | Jaroslav Vykoupil  | CSK  | k. A.    |
| 5     | Gusztáv Rózsahegyi | HUN  | k. A.    |

### 400 m
| Platz | Athlet            | Land | Zeit (s) |
| ----- | ----------------- | ---- | -------- |
| 1     | Otto Peltzer      | GER  | 48,8     |
| 2     | Karl Gerz         | GER  | k. A.    |
| 3     | Jaroslav Vykoupil | CSK  | k. A.    |
| 4     | László Barsi      | HUN  | 49,9     |
| 5     | Juhász            | HUN  | k. A.    |

### 800 m
| Platz | Athlet         | Land | Zeit (min) |
| ----- | -------------- | ---- | ---------- |
| 1     | Otto Peltzer   | GER  | 1:55,7     |
| 2     | László Barsi   | HUN  | 1:56,8     |
| 3     | Herbert Böcher | GER  | k. A.      |
| 4     | Karl Mahr      | AUT  | k. A.      |
| 5     | Struisle       | CSK  | k. A.      |

### 1500 m
| Platz | Athlet          | Land | Zeit (min) |
| ----- | --------------- | ---- | ---------- |
| 1     | Fred Wollmer    | GER  | 4:06,1     |
| 2     | Drozda          | CSK  | 4:07,0     |
| 3     | Carl Jenuwein   | GER  | 4:07,4     |
| 4     | Gyula Belloni   | HUN  | 4:11,8     |
| 5     | Václav Vohralík | CSK  | 4:12,8     |

### 5000 m
| Platz | Athlet              | Land | Zeit (min) |
| ----- | ------------------- | ---- | ---------- |
| 1     | Hermann Walpert     | GER  | 15:43,0    |
| 2     | Bruhnen             | AUT  | 15:46,0    |
| 3     | Siegfried Dieckmann | GER  | 15:49,0    |
| 4     | Hans Kantor         | AUT  | 16:02,0    |
| 5     | Gyulay              | HUN  | k. A.      |

### 110 m Hürden
| Platz | Athlet            | Land | Zeit (s) |
| ----- | ----------------- | ---- | -------- |
| 1     | Heinrich Troßbach | GER  | 15,0     |
| 2     | Otakar Jandera    | CSK  | k. A.    |
| 3     | László Muskát     | HUN  | k. A.    |
| 4     | Lipcik            | CSK  | k. A.    |
| 5     | Ernst Paulus      | GER  | k. A.    |

### Schwedenstaffel (100m – 200m – 300m – 400m)
| Platz | Besetzung        | Land                                                | Zeit (s) |
| ----- | ---------------- | --------------------------------------------------- | -------- |
| 1     | Ungarn           | J. Gerő Gusztáv Rózsahegyi Juhász M. Gerő           | 1:57,2   |
| 2     | Deutsches Reich  | Jakob Schüller Joachim Büchner Karl Gerz Otto Faist | 1:58,1   |
| 3     | Tschechoslowakei |                                                     | 2:02,0   |
| 4     | Österreich       |                                                     | 2:02,2   |
| 5     | Jugoslawien      |                                                     | 2:02,2   |

### Olympische Staffel (800m – 400m – 200m – 100m)
| Platz | Besetzung        | Land                                                   | Zeit (min) |
| ----- | ---------------- | ------------------------------------------------------ | ---------- |
| 1     | Deutsches Reich  | Otto Peltzer Otto Faist Joachim Büchner Jakob Schüller | 3:18,2     |
| 2     | Ungarn           |                                                        | 3:26,5     |
| 3     | Tschechoslowakei |                                                        | k. A.      |
| 4     | Österreich       |                                                        | k. A.      |
| 5     | Jugoslawien      |                                                        | k. A.      |

### Hochsprung
| Platz | Athlet       | Land | Höhe (m) |
| ----- | ------------ | ---- | -------- |
| 1     | Jenő Gáspár  | HUN  | 1,86     |
| 2     | Josef Machaň | CSK  | 1,80     |
| 2     | Orbán        | HUN  | 1,80     |
| 4     | Fritz Huhn   | GER  | 1,75     |
| 4     | Sztaniszlay  | CSK  | 1,75     |

### Weitsprung
| Platz | Athlet          | Land | Weite (m) |
| ----- | --------------- | ---- | --------- |
| 1     | Somfai          | HUN  | 7,07      |
| 2     | Bakó            | HUN  | 6,89      |
| 3     | Martin Hoffmann | GER  | 6,85      |
| 3     | Josef Machaň    | CSK  | 6,85      |
| 5     | Rudolf Rauch    | AUT  | 6,73      |

### Kugelstoßen
| Platz | Athlet          | Land | Weite (m) |
| ----- | --------------- | ---- | --------- |
| 1     | Ambrózy         | YUG  | 13,74     |
| 2     | Bedő            | HUN  | 13,61     |
| 3     | József Darányi  | HUN  | 13,52     |
| 4     | Heinrich Kulzer | GER  | 13,30     |
| 5     | Kurt Zimmermann | GER  | 12,75     |

### Diskuswurf
| Platz | Athlet           | Land | Weite (m) |
| ----- | ---------------- | ---- | --------- |
| 1     | Görög            | CSK  | 41,40     |
| 2     | Somfai           | HUN  | 40,35     |
| 3     | Hans Hoffmeister | GER  | 39,45     |
| 4     | Egri             | HUN  | 38,88     |
| 5     | Eduard Klambauer | AUT  | 38,61     |

### Speerwurf
| Platz | Athlet          | Land | Weite (m) |
| ----- | --------------- | ---- | --------- |
| 1     | Bacsy           | HUN  | 58.82     |
| 2     | Gyurka          | HUN  | 54,67     |
| 3     | Turansky        | CSK  | 54,38     |
| 4     | Kurt Zimmermann | GER  | 53,93     |
| 5     | Josef Kastner   | AUT  | 53,39     |